# W.I.Z.
Pour l’article homonyme, voir The Wiz.
W.I.Z. est un vidéaste britannique.

## Biographie
Il commence sa carrière de réalisateur avec le clip du groupe Les Maracas Yellow Sunshine.
Ses clips pour Massive Attack (Inertia Creeps), Marilyn Manson (Man That You Fear, Fight Song), The Chemical Brothers (Out of Control), Jamiroquai (Emergency on Planet Earth, Too Young To Die) ou Kasabian (LSF, Empire, Club Foot) sont assez connus.
Oasis a 2 vidéos de W.I.Z. à son actif, The Hindu Times et Stop Crying Your Heart Out.
The View From the Afternoon du phénomène Arctic Monkeys, où un batteur joue dans une rue jour et nuit, est sorti en avril 2006.
Stand Inside Your Love des Smashing Pumpkins est le seul clip qu'il a réalisé en 2000.
Il a aussi réalisé plusieurs clips pour le groupe Manic Street Preachers, comme You Love Us, Love Sweet Exile, Everything Must Go et If You Tolerate This, Then Your Children Will Be Next.
Il a réalisé 50 vidéos.